# 土耳其裔塞爾維亞人
土耳其人，是塞爾維亞少数族裔。
他們的祖先是奧斯曼帝國駐軍，他們多数生活在城鎮，但在1830年代塞爾維亞成為一個自治公國，多数土耳其人返回奧斯曼帝國，只有三千人留在貝爾格勒。
根據2011年人口普查，全國只有647位土耳其人。